# Lophuromys roseveari
Lophuromys roseveari är en gnagare i släktet borstpälsade möss som förekommer i centrala Afrika. Populationen räknades före 1997 till Lophuromys sikapusi.
Artepitet i det vetenskapliga namnet hedrar Donovald Reginald Rosevear som var ämbetsman i Nigeria när regionen var en koloni.
Denna gnagare når en kroppslängd (huvud och bål) av 10,4 till 14,1 cm, en svanslängd av 5,0 till 7,8 cm och en vikt av 49 till 88 g. Den har 2,0 till 2,5 cm långa bakfötter och 1,6 till 2,1 cm stora öron. Pälsen på ovansidan bildas av cirka 14 mm långa röda till rödbruna hår och undersidan är täckt av ljusare rödbrun till kanelbrun päls. Vid de bruna händer och fötter förekommer långa klor. Honor kan ha tre eller två par spenar. Lophuromys roseveari har större öron jämförd med Lophuromys sikapusi och den tydligaste skillnaden utgörs av kraniets avvikande detaljer.
Arten förekommer vid berget Kamerun i regioner som ligger 1000 till 3100 meter över havet. Den vistas i bergsskogar, i gräsmarker, på odlingsmark och i trädgårdar.
Levnadssättet är okänt. Djuret är i sitt utbredningsområde ganska vanligt. IUCN listar Lophuromys roseveari som livskraftig (LC).